# Géotechnique
Géotechnique ist eine führende englischsprachige Zeitschrift für Geotechnik, die zuerst 1948 erschien. 
Sie wird von der britischen Institution of Civil Engineers (ICE) herausgegeben und erscheint bei Thomas Telford Publishing. Die Gründer waren Hugh Quentin Golder (1911–1990), Alec Skempton (1914–2001), Leonard Frank Cooling (1903–1977), William Hallam Ward (1917–1996), Rudolph Glossop (1902–1993), Jean-Pierre Daxelhofer (1907–1998) in Lausanne (der den Namen vorschlug), Edward E. De Beer (1911–1994), der Franzose Jacques Florentin (1912–1975), Emmericus Carel Willem Adriaan Geuze und die Schweizer Robert Haefeli (1898–1978) und Armin von Moos (1907–1981). 
Sie kamen neben Großbritannien aus verschiedenen westeuropäischen Ländern (zum Beispiel der Schweiz und den Niederlanden). Glossop, Golder, Ward und andere besuchten ab 1946 die kontinentaleuropäischen Zentren für Geotechnik (Paris, Zürich, Lausanne, Genf, Delft, Gent, Lüttich) um neue Kontakte zu knüpfen. Zur Unterstützung der Gründung der Zeitschrift wurde die Geotechnical Society von Skempton, Golder, Glossop, Cooling und Ward gegründet. Unterstützt wurde die Gründung der Zeitschrift, vorbereitet durch ein Rundschreiben 1947, durch Karl von Terzaghi und den Leiter des Bodenmechaniklabors in Delft T. K. Huizinga. Dieser war außerdem Sekretär der 2. International Conference of Soil Mechanics and Foundation Engineering 1948 in Rotterdam, die ebenfalls viel zum Aufschwung der Geotechnik nach dem Zweiten Weltkrieg in Europa beitrug. Erste Herausgeber waren 1948/49 Glossop und Golder. Nachdem sich ein Erfolg abzeichnete, wurde sie 1949 vom ICE übernommen.
Wie der französische Titel andeutet, war sie trotz der Haupt-Initiative zur Gründung von englischer Seite ursprünglich als gesamteuropäische Zeitschrift geplant und es gibt auch immer zweisprachige Zusammenfassungen der Artikel auf Englisch und Französisch.
In der Geotechnique werden regelmäßig die Rankine Lectures der ICE veröffentlicht.
Anfangs erschien die Zeitschrift viermal jährlich, heute monatlich.